# Wspólna polityka zagraniczna i bezpieczeństwa
Wspólna polityka zagraniczna i bezpieczeństwa (WPZiB, ang. Common Foreign and Security Policy, CFSP) – stanowi jeden z obszarów działalności Unii Europejskiej, który obejmuje wszelkie dziedziny polityki zagranicznej i ogół kwestii dotyczących bezpieczeństwa Unii, w tym stopniowe określanie wspólnej polityki obronnej, która może prowadzić do wspólnej obrony. Została powołana na mocy traktatu z Maastricht, podpisanego 7 lutego 1992 roku, a następnie rozwinięta przez traktaty z Amsterdamu (1997 r.), z Nicei (2001 r.) oraz z Lizbony (2007 r.). Jej podstawowym zadaniem jest koordynowanie polityki zagranicznej oraz bezpieczeństwa zewnętrznego państw członkowskich Unii Europejskiej w celu ochrony wspólnych wartości, podstawowych interesów, niezawisłości i integralności Unii. Współpracując w jej ramach, państwa członkowskie starają się wspólnie skuteczniej wpływać na globalną politykę i umacniać pozycję Europy na arenie międzynarodowej, dbając o pokój, przestrzeganie praw człowieka i rządów prawa na całym świecie.

## Historia WPZiB

### Lata 1945–1969
Po II wojnie światowej państwa Europy Zachodniej zaczęły szukać sposobu zabezpieczenia się przed ewentualnym atakiem w przyszłości. Pierwszy układ zawarły Francja i Wielka Brytania 3 marca 1947 r. w Dunkierce, podpisując traktat o sojuszu i wzajemnej pomocy. Powstał on głównie z myślą o obronie przed Niemcami, jednak szybko się okazało, że zagrożenie jest związane z ekspansją komunizmu. W związku z wybuchem zimnej wojny Stany Zjednoczone naciskały na państwa Europy Zachodniej do zawiązania skuteczniejszej współpracy. 17 marca 1948 r. Francja, Wielka Brytania, Holandia, Belgia i Luksemburg zawarły Traktat Brukselski, który dotyczył m.in. kolektywnej samoobrony. Przetarł on drogę do utworzenia NATO w 1949 roku, jednak sojusz początkowo nie zawierał RFN, przez co wspólna obrona przed ewentualnym atakiem ze strony ZSRR wyglądała mało wiarygodnie. Poczucie zagrożenia nową wojną światową wzmógł dodatkowo wybuch wojny koreańskiej w czerwcu 1950 r. W takich warunkach do tej pory niechętna wzmacnianiu Niemiec Francja przedstawiła plan utworzenia Europejskiej Wspólnoty Obronnej, który przeszedł do historii jako Plan Plevena. Pomimo że podpisany w jego wyniku traktat o EWO (1952 r.) nie wszedł w życie, sprawił on iż w Europie Zachodniej narodziła się myśl stworzenia skoordynowanej polityki zagranicznej i bezpieczeństwa.
Zwolennicy Europy federalnej dostrzegli możliwość wznowienia realizacji tej idei, wskutek czego w marcu 1953 r. Tymczasowe Zgromadzenie EWWiS opracowało i przedstawiło projekt Traktatu o Europejskiej Wspólnocie Politycznej. Miała ona polegać na połączeniu EWWiS i EWO oraz na koordynacji zewnętrznej polityki państw członkowskich. Wskutek osłabnięcia napięć zimnej wojny oraz wzrostu wzajemnych francusko-niemieckich niechęci do integracji polityczno-wojskowej, francuskie Zgromadzenie Narodowe odmówiło ratyfikacji traktatu o EWO.

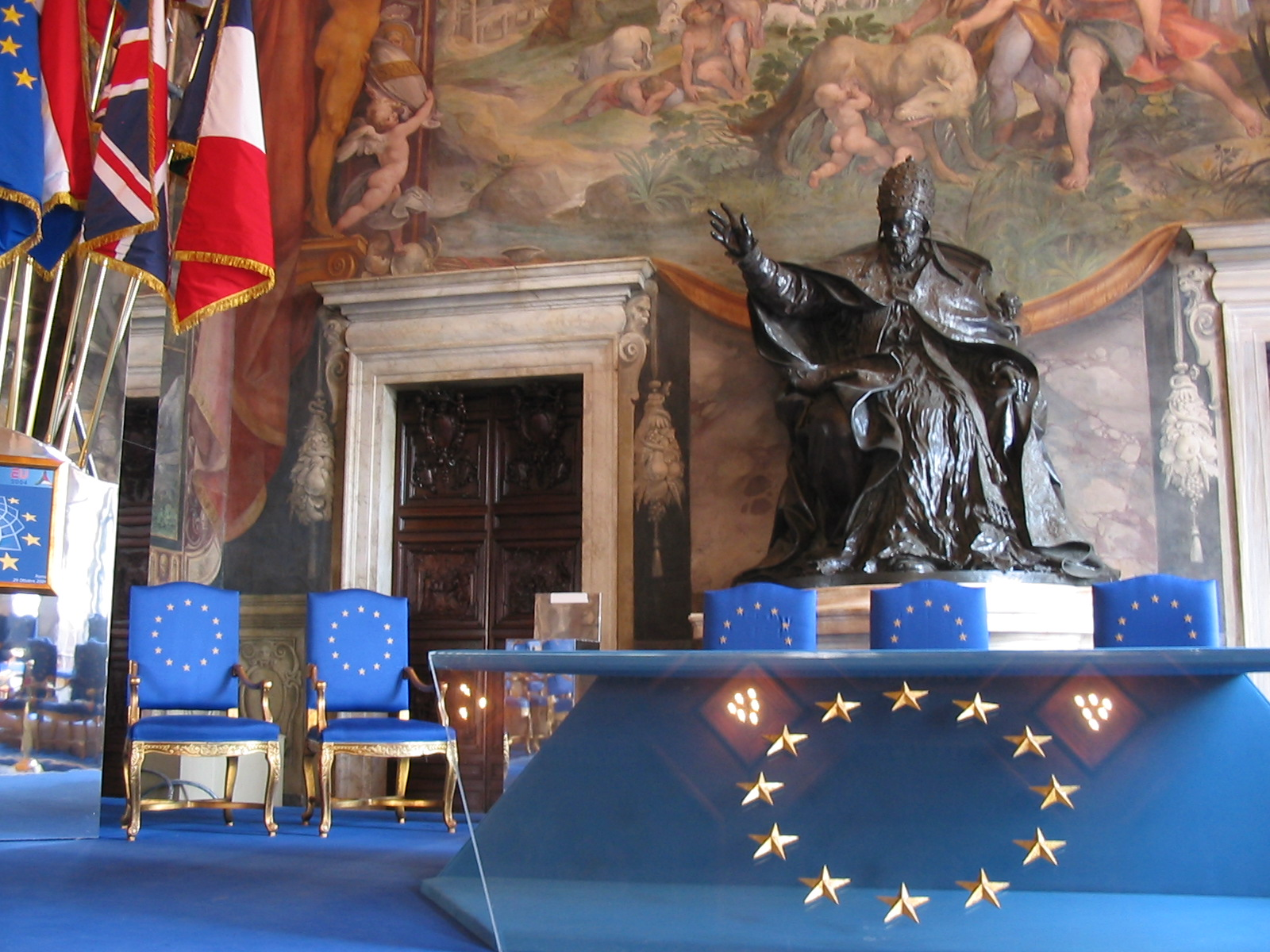
Rzym, Muzeum Kapitolińskie gdzie podpisano w 1957 r. traktaty rzymskie

Idea unii politycznej okazała się jeszcze nierealna, jednak podpisane w 1957 roku traktaty rzymskie, ustanawiając unię gospodarczą, dały podwaliny pod integrację w kierunku politycznym. W 1961 r. w wyniku francuskiej inicjatywy, zwołano do Paryża spotkanie szefów rządów i ministrów spraw zagranicznych państw WE. Powołano na nim grupę studyjną, pod przewodnictwem Christiana Foucheta, która opracowała projekt układu ws. unii politycznej w Europie Zachodniej, znany jako Plan Foucheta. Nie został on jednak zrealizowany, gdyż Belgia i Holandia obawiały się czy integracja polityczna nie osłabi NATO, a wniesione przez Francję poprawki zostały odrzucone. Francja nie poprzestała jednak na próbach zbliżenia państw EWG i w 1962 r. przedstawiła drugi plan Foucheta, który lansował gaullistowską koncepcję Europy ojczyzn, jednak również i on został odrzucony.
W drugiej połowie lat 60. panował zastój w integracji spowodowany różnicami zdań we Wspólnotach, głównie indywidualnym stanowiskiem Francji w pewnych kwestiach. Nie chciała ona zmieniać międzyrządowego charakteru integracji, ani zwiększać kompetencji Komisji EWG. Była także przeciwna wprowadzeniu procedury głosowania większościowego. Zerwała ona obrady Rady Ministrów i przyczyniała się do bojkotu jej prac, prowadząc tzw. politykę pustego krzesła. Problemy te zostały uregulowane kompromisem luksemburskim w 1966 r. W międzyczasie, wskutek zawarcia traktatu fuzyjnego (1965) państwa członkowskie EWG, były mocno pochłonięte realizacją integracji gospodarczej, co hamowało rozwój prac nad wspólną polityką zagraniczną.

### Lata 1970–1992
W grudniu 1969 r. na spotkaniu państw Szóstki w Hadze, prezydent Francji Georges Pompidou zaproponował odbywanie regularnych spotkań ministrów spraw zagranicznych członków Wspólnot Europejskich w celu zharmonizowania polityki zagranicznej. W jego wyniku w 1970 r. prace rozpoczęła grupa urzędników pod przewodnictwem belgijskiego dyplomaty Étienne Davignona. Opracowała ona dokument, zwany Raportem luksemburskim (lub Raportem Davignona), który powołał Europejską Współpracę Polityczną. W jej ramach nastąpiła koordynacja polityki zagranicznej państw WE. Odtąd wspólnie ustalały one stanowiska w różnych kwestiach międzynarodowych.
Na spotkaniu w Paryżu 19–21 października 1972 r. szefowie państw Szóstki oświadczyli, że są gotowi przekształcić wszystkie wzajemne relacje w Unię Europejską. Sprawy integracji, którymi do tamtej pory zajmowali się ministrowie spraw zagranicznych, zostały powierzone instytucjom Wspólnoty. Postanowiono również wyraźnie rozdzielić rozwój EWG i EWP, by nie wiązać ze sobą spraw gospodarczych i politycznych. Efektem dyskusji nad reformą EWP było przyjęcie 23 lipca 1973 następnego raportu wypracowanego przez Komitet Polityczny Étienne Davignona – Raportu kopenhaskiego, zwanego również drugim Raportem Davignona. Nie wprowadził on większych zmian, ale znacząco usprawnił funkcjonowanie EWP.
15 grudnia 1973 r. w Kopenhadze odbyło się spotkanie głów państw i rządów, podczas którego wypracowano Dokument o tożsamości europejskiej. Podkreślił on konieczność integracji w Europie, by jej głos liczył się w świecie. Rok później, w dniach 9–10 grudnia 1974 r. na szczycie państw Dziewiątki w Paryżu, postanowiono zinstytucjonalizować dotychczasowe nieformalne spotkania głów państw i utworzono Radę Europejską. Była ona krokiem w kierunku połączenia funkcjonowania Wspólnoty i EWP, co miało być wspomagane przez obecność ministrów spraw zagranicznych państw członkowskich na jej spotkaniach. Wówczas podjęto także decyzję o wzmocnieniu roli prezydencji.

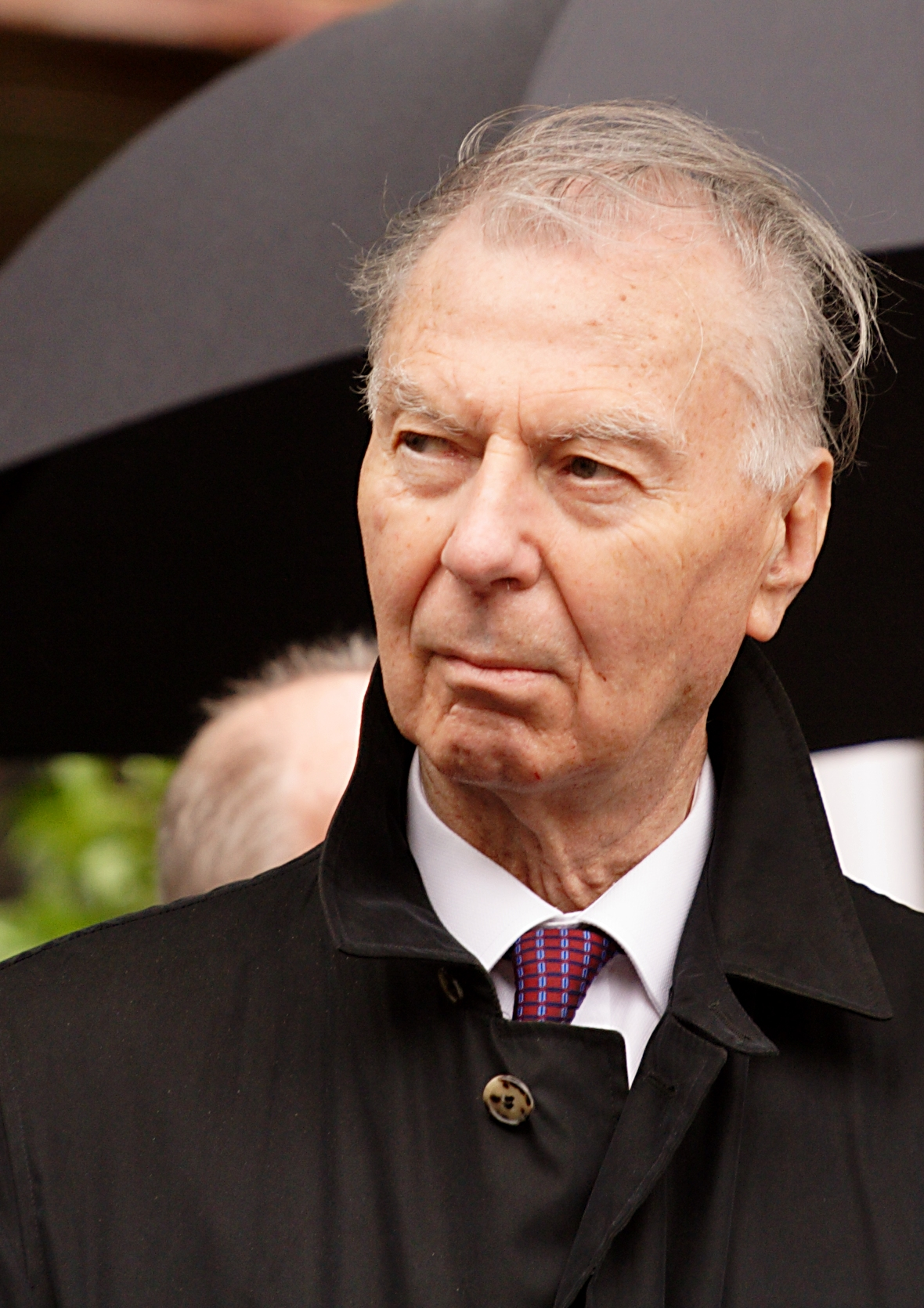
Leo Tindemans

W następstwie szczytu paryskiego premier Belgii, Leo Tindemans przygotował raport nt. przyszłej Unii Europejskiej, który opublikowano 7 stycznia 1976 r. Postulował on całkowite zniesienie różnicy między spotkaniami ministrów w ramach EWP i Wspólnoty, by ujednolicić system decyzyjny, tworząc jedno miejsce, gdzie by podejmowano decyzje w najważniejszych kwestiach. Tindemans zaproponował także, by w ramach EWP państwa członkowskie były zobowiązane trzymać się wspólnych postanowień na mocy obligacji prawnych, a nie tylko politycznych, jak to miało miejsce do tamtej pory. Ważnym punktem w raporcie było stwierdzenie, że Unia pozostanie dziełem niepełnym tak długo, jak długo nie będzie miała wspólnej polityki obronnej. Rada Europejska dyskutowała na temat raportu na spotkaniach w 1976 r., jednak ostatecznie zdecydowano jedynie o obowiązku składania przez ministrów spraw zagranicznych corocznych sprawozdań ws. postępów prac nad tworzeniem Unii Europejskiej.
Na przełomie lat 70. i 80. rola EWP była bardzo niewielka i de facto ograniczała się do zapewnienia państwom członkowskim możliwości wzajemnej wymiany poglądów. W obliczu kryzysowych sytuacji na świecie, jak radziecka interwencja w Afganistanie czy irańska rewolucja islamska, państwa Dziewiątki nie potrafiły wypracować wspólnego stanowiska. Próbę reform EWP zainicjowała w 1981 r. Wielka Brytania. W wyniku dyskusji wypracowano Raport londyński, który został przyjęty 13 października 1981 r. Na skutek jego postanowień utworzony został Sekretariat Trójki, a Komisja Wspólnot Europejskich uzyskała wpływ na wszelkiego rodzaju kwestie związane z EWP. Państwa członkowskie zostały również zobowiązane do konsultowania się z partnerami przed przyjęciem ostatecznego stanowiska lub wystąpieniem z inicjatywą narodową we wszystkich ważnych kwestiach polityki zagranicznej, które są przedmiotem zainteresowania Dziesiątki jako całości. Brak sposobu egzekwowania tego przepisu sprawił jednak, że nie miał on pełnego wpływu na działania Wspólnoty i jego wykonywanie zależało tylko od dobrej woli państw członkowskich. Raport londyński wprowadził również procedurę kryzysową, która polegała na możliwości zwołania w ciągu 48 godzin Komitetu Politycznego bądź spotkania ministrów, jednak pierwsza próba zastosowania tego mechanizmu w obliczu wprowadzenia stanu wojennego w Polsce okazała się nieudana i dopiero po inwazji Izraela na Liban w czerwcu 1982 r. po raz pierwszy go uruchomiono.

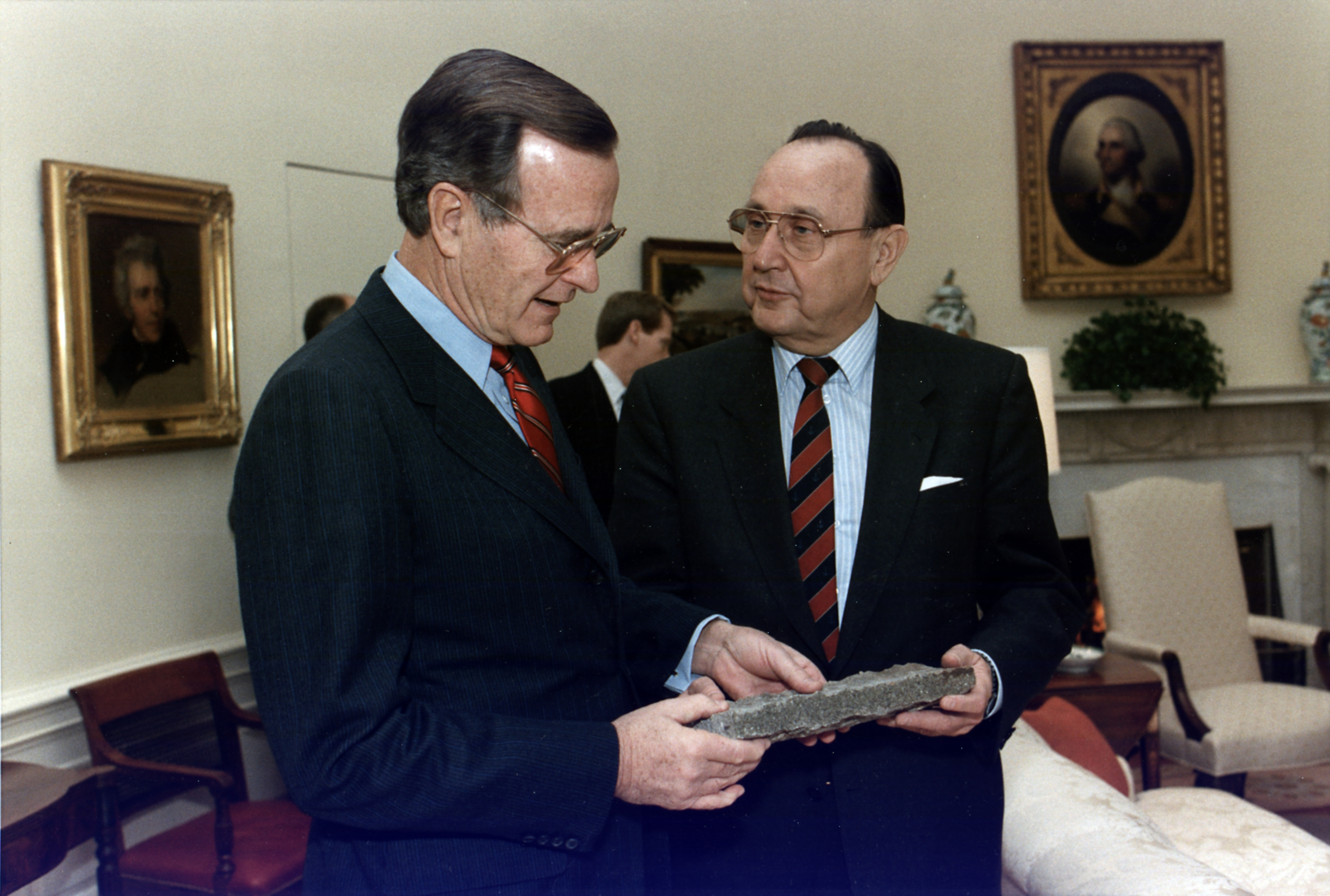
Hans-Dietrich Genscher i George H.W. Bush

Wraz z bezpośrednimi zmianami w strukturach EWP miały miejsce próby utworzenia Unii Europejskiej. Ich pierwszym efektem był sformułowany 12 grudnia 1981 r. plan autorstwa ministrów spraw zagranicznych RFN i Włoch – Hansa-Dietricha Genschera i Emilia Colombo. Zawierał on propozycje nadania Parlamentowi Europejskiemu prawa debatowania nad sprawami EWP, a Radzie Europejskiej statusu formalnoprawnego, by mogła kierować zarówno Wspólnotą, jak i EWP. Obie te instytucje miały być wspomagane przez poszerzony Sekretariat EWP. Plan był krytykowany, jednak proponowany w nim Akt Europejski został ostatecznie przekształcony w Uroczystą Deklarację o Unii Europejskiej, którą podpisano 19 czerwca 1983 r. w Stuttgarcie. Nie zawierała ona jednak większości propozycji Genschera i Colombo, jedynie rozszerzała zobowiązania EWP do koordynacji w sprawach politycznych aspektów bezpieczeństwa także o ekonomiczne.
Następnym projektem, który proponował zmiany w funkcjonowaniu polityki zagranicznej był raport przedstawiony przez irlandzkiego senatora, Jamesa Dooge’a, zwany od jego nazwiska raportem Dooge’a. Zapowiedział on stopniowe likwidowanie osobnego traktowania Wspólnoty i EWP oraz zaproponował, by konsultacje na tematy bezpieczeństwa zewnętrznego objęły także wymianę strategii i technologii wojskowych oraz tworzenie wspólnych standardów zbrojeniowych. Proponował również utworzenie stałego sekretariatu, jednak jego kompetencje miały się ograniczać do wspierania prezydencji jedynie w zakresie EWP.
W toku nasilających się przygotowań do utworzenia Unii Europejskiej w czerwcu 1985 r. Wielka Brytania przedłożyła projekt porozumienia odnośnie do EWP, jednak wprowadzał on bardzo niewielkie zmiany w porównaniu z raportem Dooge’a. W odpowiedzi na niego Francja i RFN wspólnie przedstawiły własny Projekt Traktatu o Unii Europejskiej, który proponował przekształcenie bez zwłoki całości stosunków między państwami w Unię Europejską, co miało się stać w oparciu o podstawy prawne Wspólnoty i EWP. Projekt zakładał również utworzeniu Sekretariatu Generalnego Rady Unii Europejskiej, który miał zastąpić Radę Europejską, a jego zadaniem byłoby kierowanie EWP. Z tego właśnie powodu projekt ten został skrytykowany przez pozostałe państwa, które obawiały się, że zbytnia uwaga zostanie skupiona na EWP, przy zaniedbaniu postępów w ramach Wspólnoty.
Na Konferencji Międzyrządowej w Luksemburgu, odbywającej się we wrześniu 1985 r. podjęto dalsze decyzje w sprawach integracji europejskiej, których efektem było podpisanie 17 lutego 1986 r. Jednolitego Aktu Europejskiego. Rewidował on postanowienia traktatów rzymskich, regulując działania Wspólnoty i EWP. W kwestiach polityki zagranicznej najważniejszymi regułami ustanowił zgodność i solidarność działań, które miały chronić wspólne interesy Europy, a także obronę pokoju, demokracji i praw człowieka na świecie. Zakres działań EWP został określony jako wszelkie sprawy z dziedziny polityki zagranicznej, stanowiące przedmiot ogólnego zainteresowania. Podstawowymi instrumentami EWP uczyniono wspólne stanowiska i wspólne działania. JAE usankcjonował wspólne prowadzenie EWP i Wspólnotami, powierzając Komisji oraz Prezydencji obowiązek dbania o zgodność obu dziedzin. Ważną zmianą w sferze instytucjonalnej EWP było wprowadzenie stałego sekretariatu z siedzibą w Brukseli. Otrzymał on kompetencje w kwestiach administracyjnych i jako wsparcie dla prezydencji, nie miał jednak udziału w procesie legislacyjnym i nie mógł on reprezentować Dwunastki. Jednolity Akt Europejski stanowił kolejny krok w ujednolicaniu dotychczasowych praktyk i instytucji, jednak zabrakło w nim jednoznacznego określenia na czym miałaby polegać spójność działań Wspólnot i EWP, co czasami prowadziło do zakłóceń w procesie decyzyjnym.
Rozwój sytuacji politycznej na świecie na przełomie lat 80. i 90., m.in. Jesień Ludów i wojna w Zatoce Perskiej postawiły państwa Dwunastki w obliczu nowych wyzwań. Potrzeba umacniania EWP przyspieszała prace nad tworzeniem Unii Europejskiej. 19 kwietnia 1990 r. prezydent Francji François Mitterrand oraz kanclerz Niemiec Helmut Kohl zaproponowali zwołanie międzynarodowej konferencji ws. utworzenia Unii Europejskiej. Jednym z proponowanych jej celów było ustanowienie wspólnej polityki zagranicznej i bezpieczeństwa, która stanowiłaby rozwinięcie EWP, by Unia mogła skuteczniej działać w obliczu niestabilnej sytuacji politycznej na świecie. Projekt został skrytykowany przez premier Wielkiej Brytanii Margaret Thatcher, która sprzeciwiała się tworzeniu unii politycznej. W dniach 14–15 grudnia 1990 na drugim posiedzeniu Rady Europejskiej w Rzymie rozpoczęto konferencję ws. utworzenia Unii Europejskiej. Wśród najbardziej spornych kwestii był dylemat czy w skład wspólnej polityki zagranicznej i bezpieczeństwa włączyć kwestie obronne, co rozstrzygnęło spotkanie ministrów spraw zagranicznych i obrony w Vianden 27 czerwca 1991 r., na którym ustalono, że sprawy obrony powinny być włączone do zakresu działania UE, a Unia Zachodnioeuropejska powinna stanowić jej uzupełnienie. W kwietniu 1991 r. Luksemburg przedstawił projekt zbudowania Unii Europejskiej w oparciu o 3 filary, z których drugi miała stanowić wspólna polityka zagraniczna i bezpieczeństwa. Po długich negocjacjach Radzie Europejskiej udało się na spotkaniu w Maastricht 9–10 grudnia ustalić ostateczną wersję Traktatu o Unii Europejskiej, który podpisano 7 lutego 1992 r., a wszedł w życie 1 listopada 1993 r.

### Traktat z Maastricht
Traktat z Maastricht został podpisany 7 lutego 1992 r., a wszedł w życie 1 listopada 1993 r. Jego Tytuł V Postanowienia dotyczące wspólnej polityki zagranicznej i bezpieczeństwa, artykuł J ustanowił wspólną polityką zagraniczną i bezpieczeństwa, której celami określił:
- ochrona wspólnych wartości, podstawowych interesów i niezależności Unii;
- umacnianie bezpieczeństwa Unii i jej Państw Członkowskich we wszelkich formach;
- utrzymanie pokoju i umacnianie bezpieczeństwa międzynarodowego zgodnie z zasadami Karty Narodów Zjednoczonych oraz Aktu Końcowego z Helsinek i celami Karty Paryskiej;
- popieranie współpracy międzynarodowej;
- rozwijanie oraz umacnianie demokracji i państwa prawnego, a także poszanowanie praw człowieka i podstawowych wolności.

WPZiB stanowi wyraz dążeń Unii do podniesienia jej pozycji na świecie, o czym mówi artykuł B, definiujący, że jednym jej celów jest potwierdzanie swej tożsamości na arenie międzynarodowej, zwłaszcza poprzez realizację wspólnej polityki zagranicznej i bezpieczeństwa, obejmującej docelowo określanie wspólnej polityki obronnej, która mogłaby prowadzić do wspólnej obrony.
Od wejścia w życie traktatu decyzje w sprawach polityki zagranicznej są podejmowane przez Radę, przez państwa członkowskie oraz instytucje państwowe. W ten sposób ujednolicono zasady funkcjonowania polityki, które do tej pory były różniły Wspólnotę i Europejską Współpracę Polityczną. Traktat przyznał także większe uprawnienia Komisji i Parlamentowi Europejskiemu. Dostały one udział w tworzeniu i wykonywaniu WPZiB, choć ograniczony.
Traktat z Maastricht uznał Unię Zachodnioeuropejską za zbrojne ramię UE, co jednak nie stanowiło zmian de facto, jedynie zinstytucjonalizowało już istniejący stan.

### Traktat amsterdamski
Traktat amsterdamski został podpisany 2 października 1997 r., a wszedł w życie 1 maja 1999 r. W znaczący sposób zmienił tekst Traktatu o Unii Europejskiej, jednak wprowadził niewiele zmian merytorycznych. Dokonał pogrupowania istniejących przepisów, dzięki czemu całość nabrała przejrzystości.
Najważniejsze zmiany w zakresie II filaru, jakie wprowadził to:
- nadanie UE możliwości zlecania Unii Zachodnioeuropejskiej misji różnego typu: od zadań humanitarnych i ratowniczych po działania zbrojne[16]
- wprowadzenie wspólnych strategii jako instrumentu WPZiB
- nadanie Radzie Europejskiej kompetencji decydowania o zasadach i ogólnych wytycznych w sprawach wspólnej obronności
- zmiana systematycznej współpracy (jako instrumentu WPZiB) na umacnianie systematycznej współpracy
- ustanowienie wysokiego przedstawiciela do spraw wspólnej polityki zagranicznej i bezpieczeństwa i połączenie go z funkcją Sekretarza Generalnego Rady
- nadanie Radzie Europejskiej kompetencji ustalania wspólnych strategii
- zmiana trojki; odtąd stanowią ją: minister spraw zagranicznych, pełniący funkcję przewodniczącego Rady, wysoki przedstawiciel do spraw WPZiB oraz przedstawiciel Komisji
- zobowiązanie misji dyplomatycznych i konsularnych państw członkowskich, delegacji Komisji Europejskiej w państwach trzecich i na konferencjach międzynarodowych, a także ich przedstawicielstwa w organizacjach międzynarodowych do współpracy ze sobą, tak aby zapewnić poszanowanie i wprowadzenie w życie wspólnych stanowisk oraz wspólnych działań przyjętych przez Radę Unii Europejskiej
- ustanowienie Komórki Planowania i Wczesnego Ostrzegania[17]

### Traktat nicejski
Traktat nicejski został podpisany 26 lutego 2001 r., a wszedł w życie 1 lutego 2003 r. W zakresie WPZiB wprowadził niewiele zmian, m.in.:
- usunięto przepis o tym, że UZE stanowi integralną część rozwojową UE i służy wykonywaniu decyzji UE dotyczących działań wojskowych
- wysoki przedstawiciel uzyskał kompetencje w ramach wzmocnionej współpracy w zakresie WPZiB, które polegają zapewnianiu pełnego poinformowania Parlamentu Europejskiego i państw członkowskich o realizacji wzmocnionej współpracy
- zmiana sposobu wyznaczania specjalnego przedstawiciela, który odtąd jest wybierany kwalifikowaną większością głosów
- dodano możliwość podejmowania decyzji kwalifikowaną większością głosów przy zawieraniu porozumień międzynarodowych, gdy dotyczy to realizacji wspólnego działania lub stanowiska
- nadano Radzie możliwość upoważniania Komitetu Politycznego i Polityki Bezpieczeństwa do decydowania w spraw kontroli politycznej i kierownictwa w zmierzających do zwalczania kryzysu operacjach ustalonych przez Radę[18]

### Traktat lizboński i przyszłość WPZiB

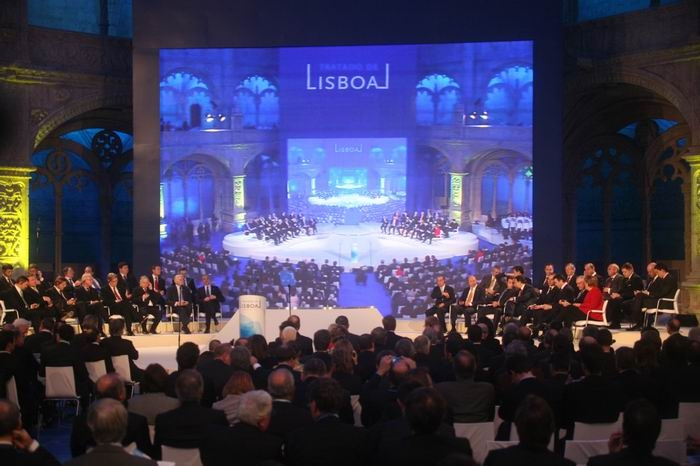
uroczystość podpisania traktatu lizbońskiego

Traktat lizboński został podpisany 13 grudnia 2007 r. Miał on wejść w życie 1 stycznia 2009 r., jednak z uwagi na odrzucenie go przez Irlandię podczas referendum w 2008 roku i przyjęcie dopiero w roku 2009, ostatnie państwo – Czechy – ratyfikowało go dopiero w listopadzie 2009, w wyniku czego traktat wszedł w życie 1 grudnia 2009. Zniósł on system filarowy, jednak pozostawił WPZiB, wprowadzając w niej duże zmiany:
- zobowiązał wszystkie państwa do konsultowania się z pozostałymi w ramach Rady Europejskiej lub Rady UE przed podjęciem jakichkolwiek działań na arenie międzynarodowej lub zaciągnięciem wszelkich zobowiązań, które mogłyby wpłynąć na interesy Unii[19]
- ustanowił zbiorową samoobronę: w przypadku zbrojnej napaści na którekolwiek z państw UE, pozostałe mają obowiązek udzielenia pomocy i wsparcia przy zastosowaniu wszelkich dostępnych im środków[20][21]
- wysokiemu przedstawicielowi ds. WPZiB traktat nadał bardzo silną pozycję:
  - przewodniczy on unijnej polityce zagranicznej
  - jego wybór jest przeprowadzany większością kwalifikowaną przez Radę Europejską za zgodą przewodniczącego Komisji (może być odwołany tą samą drogą)[22]
  - jest on przewodniczącym Rady do Spraw Zagranicznych[23] i jednym z wiceprzewodniczących Komisji[24], gdzie jego funkcja ma być połączona z Komisarzem ds. Stosunków Zewnętrznych
  - został on włączony do obrad Rady Europejskiej[25]
  - jest on wspierany przez Europejską Służbę Działań Zewnętrznych[26]
  - nadano mu możliwość zwracania się do Rady w celu przedkładania inicjatyw i wniosków[27]
  - nadano mu możliwość zwołania nadzwyczajnego posiedzenia Rady w razie bezwzględnej potrzeby z własnej inicjatywy albo na wniosek Państwa Członkowskiego[28]
  - ma on zapewniać koordynację działań państw członkowskich w organizacjach międzynarodowych i podczas konferencji międzynarodowych[29]
- zmiana instrumentów prowadzenia WPZiB na[30]:
  - ogólne wytyczne
  - działania prowadzone przez Unię
  - stanowiska podjęte przez Unię
  - zasady wykonania decyzji odnośnie do działań I stanowisk
  - umacnianie systematycznej współpracy
- zobowiązanie członków Rady Bezpieczeństwa ONZ do wniesienia o zaproszenie na jej obrady wysokiego przedstawiciela w przypadku, gdy Unia określiła stanowisko w kwestii wpisanej do porządku obrad Rady[31]
- skreślenie przepisów mówiących o tym, że prezydencja reprezentuje Unię w sprawach WPZiB
- WPZiB jest odtąd określana i realizowana przez Radę Europejską i Radę stanowiące jednomyślnie, chyba że Traktaty przewidują inaczej. Wykluczono możliwość przyjmowania aktów prawodawczych[32]
- nadanie przewodniczącemu Rady Europejskiej możliwości zwołania nadzwyczajnego posiedzenia Rady Europejskiej w celu określenia strategicznych kierunków polityki Unii[33]
- nadanie Radzie możliwości szybkiego dostępu do środków budżetowych Unii przeznaczonych na natychmiastowe finansowanie inicjatyw w ramach WPZiB, a zwłaszcza działań przygotowawczych do misji WPBiO[34]
- Europejska Agencja Obrony zyskała prawne umocowanie w Traktacie jako Agencja do spraw Rozwoju Zdolności Obronnych, Badań, Zakupów i Uzbrojenia[35]

## Instytucje WPZiB

### Rada Europejska
Rada Europejska jest najważniejszym organem Unii Europejskiej, będącym spotkaniami głów i rządów państw członkowskich oraz przewodniczącego Komisji. Powstała ona z nieformalnych spotkań głów państw EWG, odbywających się od 1974 r. Status formalnoprawny uzyskała na mocy Jednolitego Aktu Europejskiego w 1987 r., a w 1993 r. przepisami w Traktacie o Unii Europejskiej stała się organem unijnym. Początkowo miała się zbierać dwa razy do roku, a zgodnie z decyzją podjętą w Sewilli 26 czerwca 2002 r. spotyka się na rutynowych spotkaniach cztery razy do roku, a jeśli zajdzie potrzeba, także na nadzwyczajnych. W jej skład wchodzą szefowie państw lub rządów Państw Członkowskich, jak również jej przewodniczący oraz przewodniczący Komisji. W jej pracach uczestniczy także wysoki przedstawiciel Unii do spraw zagranicznych i polityki bezpieczeństwa. Jej obradom przewodniczy państwo aktualnie sprawujące urząd prezydencji. Decyzje podejmuje na zasadzie konsensusu, o ile Traktaty nie stanowią inaczej. Rada Europejska wraz z Radą, stanowiąc jednomyślnie, określa i realizuje WPZiB, o ile Traktaty nie stanowią inaczej. Jej zadaniem jest nadawanie Unii impulsów do rozwoju oraz określanie kierunków politycznych, w jakich Unia będzie się rozwijać. Rada Europejska ustala zasady i ogólne wytyczne, jakimi będzie się kierować WPZiB. Może doprowadzić do stworzenia wspólnej obrony, jeżeli jednomyślnie podejmie taką decyzję. W ramach Rady Europejskiej bądź Rady wszystkie państwa muszą się konsultować przed podjęciem wszelkich decyzji lub zobowiązań mających wpływ na interesy Unii. Rada Europejska może wówczas określić wspólne podejście UE w danej sprawie. Do kompetencji Rady Europejskiej należy również mianowanie wysokiego przedstawiciela Unii do spraw WPZiB; może ona również zakończyć jego kadencję. W przypadku zajścia takiej potrzeby, przewodniczący Rady Europejskiej może zwołać nadzwyczajne posiedzenie Rady Europejskiej w celu określenia strategicznych kierunków polityki Unii w obliczu takiej sytuacji. Przewodniczący Rady Europejskiej pełni również funkcje reprezentowania Unii na zewnątrz w sprawach dotyczących wspólnej polityki zagranicznej i bezpieczeństwa, bez uszczerbku dla uprawnień wysokiego przedstawiciela Unii do spraw WPZiB.

### Rada Unii Europejskiej
Rada Unii Europejskiej w zakresie WPZiB pełni funkcje określania polityki i koordynacji. Składa się z przedstawicieli szczebla ministerialnego państw członkowskich (po jednym z każdego), którzy mają upoważnienie do zaciągania zobowiązań w imieniu rządu ich państwa.
W ramach Rady funkcjonują Rada do Spraw Ogólnych i Rada do Spraw Zagranicznych. Rada do Spraw Ogólnych ma za zadanie zapewniać spójność prac różnych składów Rady. Przygotowuje także posiedzenia
Rady Europejskiej i zapewnia ich ciągłość, w powiązaniu z przewodniczącym Rady Europejskiej i Komisją. Do zadań Rady do Spraw Zagranicznych należy opracowywanie działań zewnętrznych Unii na podstawie strategicznych kierunków określonych przez Radę Europejską oraz zapewnianie spójności działań Unii.
Posiedzenia Rady zwołuje jej przewodniczący, z własnej inicjatywy lub na wniosek jednego z członków Rady albo Komisji. Spotkania odbywają się zazwyczaj raz na miesiąc. Do najważniejszych funkcji Rady w zakresie WPZiB należą:
- opracowywanie wspólnej polityki zagranicznej i bezpieczeństwa[49]
- podejmowanie decyzji niezbędnych do określenia i realizacji tej polityki na podstawie ogólnych wytycznych i strategicznych kierunków określonych przez Radę Europejską[49]
- zapewnianie jednolitości, spójności i skuteczności działań Unii (wraz z wysokim przedstawicielem)[50]
- umożliwienie wymiany poglądów i informacji między państwami członkowskimi
- upoważnianie do podjęcia rokowań, wydawania wytycznych negocjacyjnych; upoważnianie do podpisywania i zawieranie umów[51]

Decyzje w Radzie są na ogół podejmowane kwalifikowaną większością głosów, jeżeli Traktaty nie stanowią inaczej. Jeżeli przyjęcie uchwały wymaga zwykłej większości, Rada stanowi większością członków wchodzących w jej skład. Jeżeli jakieś państwo wstrzyma się od głosu, nie stanowi to przeszkody w przyjęciu uchwały, która wymaga jednomyślności. Posiedzenia Rady są jawne, kiedy obraduje i głosuje ona nad projektem aktu prawodawczego. Posiedzenia takie składają się z dwóch części, poświęconych odpowiednio: obradom nad aktami prawodawczymi Unii i działaniom o charakterze nieprawodawczym. Podczas głosowania każdy członek Rady może otrzymać pełnomocnictwo od innego z pozostałych, ale tylko od jednego.
Prezydencja Rady Unii Europejskiej nie stanowi instytucji Unii Europejskiej. Od wejścia w życie Traktatu lizbońskiego ma ona bardzo niewielkie kompetencje, a jej znaczenie jest głównie honorowe. Urząd prezydencji (z wyjątkiem Rady do Spraw Zagranicznych) sprawują wszystkie państwa członkowskie na zasadzie równej rotacji przy uwzględnieniu ich różnorodności i równowagi geograficznej i demograficznej w ramach Unii. Reprezentant w Radzie Europejskiej państwa pełniącego urząd prezydencji może zastępować przewodniczącego Rady Europejskiej w sytuacji gdy nie może on sprawować funkcji z powodu choroby, w przypadku jego śmierci lub w przypadku pozbawienia go mandatu.

### Komisja Europejska

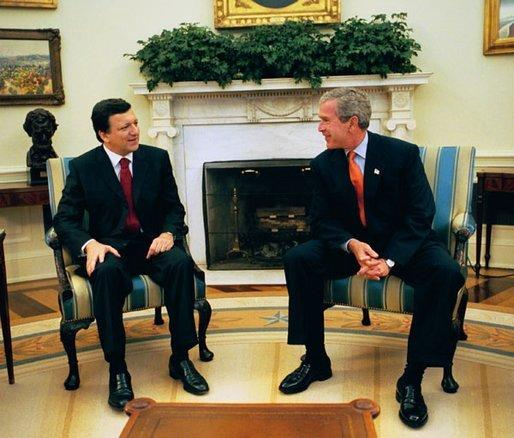
Szef Komisji Europejskiej José Manuel Durão Barroso podczas rozmowy z byłym prezydentem USA Georgiem Bushem

Wspólna polityka zagraniczna i bezpieczeństwa jest jedyną dziedziną, w której Komisja nie reprezentuje Unii na zewnątrz. W wielu kwestiach pełni ona jedynie funkcje pomocnicze.
Przewodniczący Komisji wchodzi w skład Rady Europejskiej; jeżeli wymaga tego porządek obrad, może mu towarzyszyć inny członek Komisji. Jednym z jej wiceprzewodniczących jest wysoki przedstawiciel UE ds. WPZiB, który jako jedyny spośród nich nie jest mianowany przez przewodniczącego Komisji.
W ramach swoich zadań i kompetencji w zakresie WPZiB Komisja:
- zapewnia spójność różnych dziedzin działań zewnętrznych Unii (wraz z Radą i przy wsparciu wysokiego przedstawiciela)[64]
- prowadzi rokowania z państwami trzecimi[65]. Robi to w konsultacji ze specjalnym komitetem wyznaczonym przez Radę[66]
- przed podjęciem rokowań z państwami trzecimi przedstawia swoje zalecenia Radzie, która upoważnia ją do ich rozpoczęcia. Wraz z Radą jest również odpowiedzialna za zapewnienie zgodności umów z wewnętrznymi politykami i zasadami Unii[66]
- regularnie składa specjalnemu komitetowi i Parlamentowi Europejskiemu sprawozdanie z postępu w rokowaniach[66]
- może podjąć każdą użyteczną inicjatywę w celu wsparcia koordynacji działań Unii i państw członkowskich w dziedzinie współpracy na rzecz rozwoju i programów pomocowych[67], a także zmierzającą do zwiększenia skuteczności i poprawy komplementarności unijnych i krajowych środków pomocy humanitarnej[68]
- może wnioskować do Rady o przyznanie pomocy finansowej państwu trzeciemu, jeżeli sytuacja tego wymaga[69]
- może wystąpić do Trybunału Sprawiedliwości o opinię w sprawie zgodności przewidywanej umowy międzynarodowej z traktatami[70]
- może zlecić Radzie określenie ogólnych kierunków polityki kursów walutowych w stosunku do walut państw trzecich w przypadku braku systemu kursów walutowych w stosunku do przynajmniej jednego z nich. W celu doprowadzenia do konsensusu zgodnego z celem stabilności cen, może również zlecić jej przyjęcie, zmienienie lub zrezygnowanie z centralnych kursów euro w systemie kursów walutowych. Komisja bierze także udział w rokowaniach dotyczących ustalania tych umów w sprawach odnoszących się do reżimu pieniężnego lub kursowego[71]
- nadzoruje utrzymywanie stosunków z organami Organizacji Narodów Zjednoczonych i jej organizacjami wyspecjalizowanymi, Radą Europy, Organizacją Bezpieczeństwa i Współpracy w Europie, Organizacją Współpracy Gospodarczej i Rozwoju i innymi organizacjami międzynarodowymi[72]
- w razie potrzeby wspólnie z wysokim przedstawicielem wystosowuje do Rady wniosek o zastosowanie klauzuli solidarności na wypadek ataku terrorystycznego, klęski żywiołowej lub katastrofy spowodowanej przez człowieka[73]
- może przedkładać Radzie wspólne wnioski wraz z wysokim przedstawicielem w innych dziedzinach działań zewnętrznych niż WPZiB[74]
- może wraz z wysokim przedstawicielem zwracać się do Rady z wszelkimi pytaniami dotyczącymi WPZiB[75]
- może w stosownych przypadkach w sytuacji podejmowania decyzji w sprawie podjęcia misji utrzymania pokoju, zapobiegania konfliktom i wzmacniania międzynarodowego bezpieczeństwa, zaproponować wraz z wysokim przedstawicielem użycie zarówno środków krajowych, jak i instrumentów Unii[76]
- w miarę potrzeby w powiązaniu z nią pewne prace wykonuje Europejska Agencja Obrony[77]

### Parlament Europejski

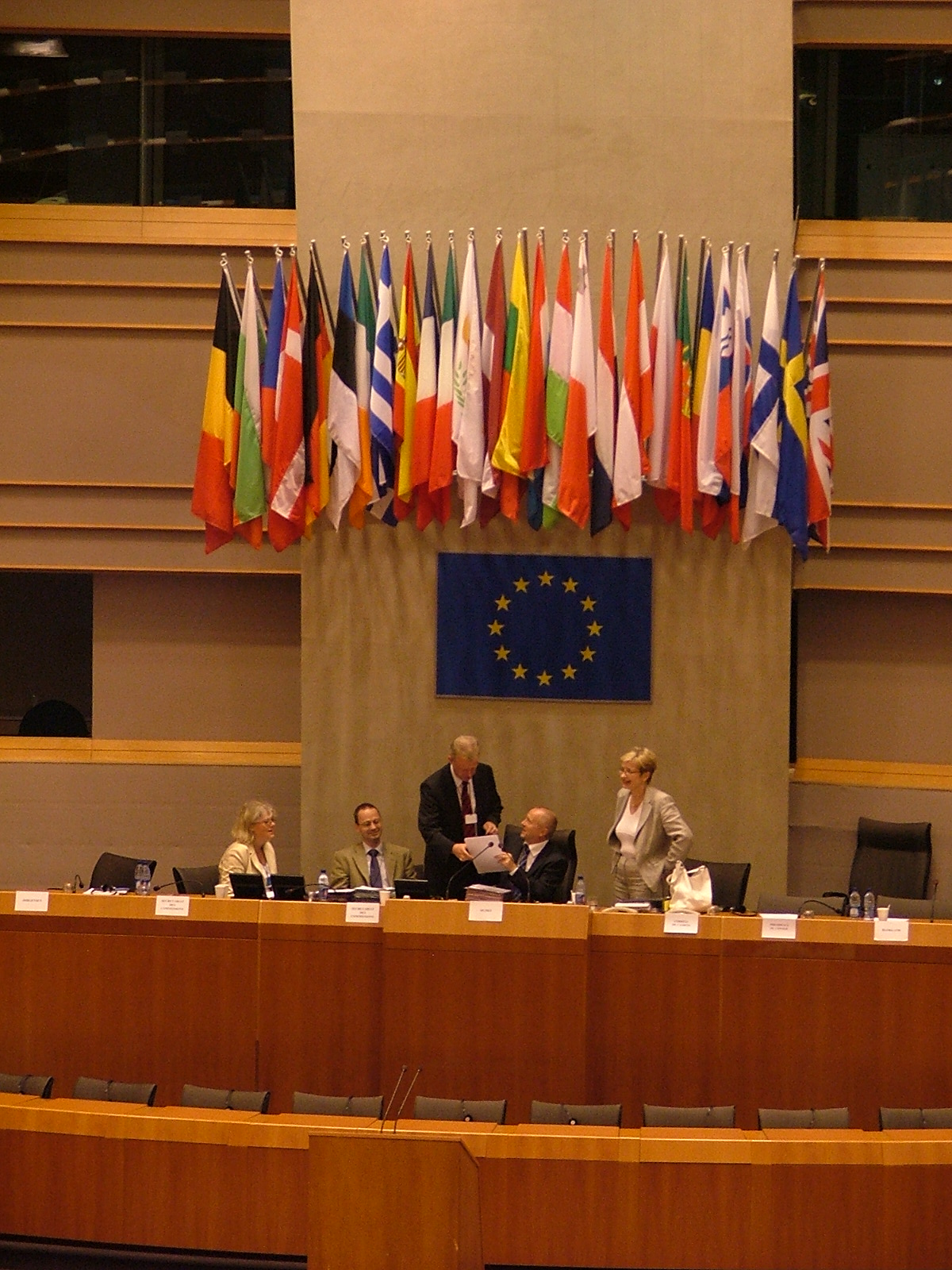
Centralne miejsce w Parlamencie Europejskim

Parlament Europejski posiada funkcje głównie prawodawcze, kontrolne i doradcze. Jego kompetencje:
- musi wyrazić Radzie zgodę na zawarcie następujących umów międzynarodowych[78]:
  - układy o stowarzyszeniu
  - umowa dotycząca przystąpienia Unii do europejskiej Konwencji o ochronie praw człowieka i podstawowych wolności
  - umowy, które tworzą specyficzne ramy instytucjonalne przez organizację procedur współpracy
  - umowy mające istotne skutki budżetowe dla Unii
  - umowy dotyczące dziedzin, do których stosuje się zwykłą procedurę prawodawczą lub specjalną procedurę prawodawczą, jeżeli wymagana jest zgoda Parlamentu Europejskiego
- dwa razy w roku przeprowadza on debatę o postępach w realizacji WPZiB, w tym WPBiO[79]
- wraz z Radą poprzez rozporządzenia określa ramy realizacji wspólnej polityki handlowej[80]
- wysoki przedstawiciel UE ds. WPZiB musi się z nim regularnie konsultować w zakresie głównych aspektów i podstawowych opcji WPZiB oraz WPBiO[79]
- jest informowany przez wysokiego przedstawiciela o rozwoju WPZiB oraz WPBiO[79]
- jego poglądy muszą być uwzględniane przez wysokiego przedstawiciela przy decydowaniu o polityce zagranicznej i bezpieczeństwa[79]
- może kierować do Rady i do wysokiego przedstawiciela pytania lub formułować pod ich adresem zalecenia odnośnie do WPZiB[79]
- Komisja regularnie składa mu sprawozdanie z postępu w rokowaniach z państwami trzecimi w sprawach wspólnej polityki handlowej[66]
- wraz z Radą przyjmuje środki niezbędne do realizacji polityki w dziedzinie współpracy na rzecz rozwoju, które mogą dotyczyć wieloletnich programów współpracy z krajami rozwijającymi się lub programów tematycznych[81]
- przyjmuje środki potrzebne do realizacji działań UE w zakresie współpracy gospodarczej, finansowej i technicznej, w tym pomocy w szczególności finansowej, z państwami trzecimi innymi niż kraje rozwijające się[82]
- określa ramy prowadzenia przez Unię akcji pomocy humanitarnej w państwach trzecich, które stały się ofiarą klęsk żywiołowych lub katastrof spowodowanych przez człowieka[83]
- określa wraz z Radą status i warunki działania Europejskiego Ochotniczego Korpusu Pomocy Humanitarnej[84]
- Rada musi się z nim konsultować przy podjęciu decyzji ustanawiającej szczególne procedury w sprawie szybkiego dostępu do pieniędzy przeznaczonych na natychmiastowe finansowanie inicjatyw w ramach WPZiB, a zwłaszcza działań przygotowawczych do misji utrzymania pokoju, zapobiegania konfliktom i wzmacniania międzynarodowego bezpieczeństwa[85]
- musi być informowany przez Radę w przypadku gdy zamierzana decyzja przewiduje zerwanie lub ograniczenie w całości lub w części stosunków gospodarczych i finansowych z jednym lub z większą liczbą państw trzecich[86]
- jest natychmiast i w pełni informowany na wszystkich etapach procedury zawierania umowy międzynarodowej[87]
- może wystąpić do Trybunału Sprawiedliwości w sprawie zgodności przewidywanej umowy międzynarodowej z traktatami[70]
- Rada musi się z nim konsultować z przypadku zawierania umów formalnych dotyczących systemu kursów wymiany euro w stosunku do walut państw trzecich[88]
- jest informowany przez Przewodniczącego Rady o przyjęciu, zmianie lub rezygnacji z centralnych kursów euro[88]
- jest informowany o podjęciu klauzuli solidarności w przypadku gdy państwo członkowskie stanie się przedmiotem ataku terrorystycznego lub ofiarą klęski żywiołowej lub katastrofy spowodowanej przez człowieka[89]

## Organy WPZiB

### Wysoki przedstawiciel Unii do spraw zagranicznych i polityki bezpieczeństwa

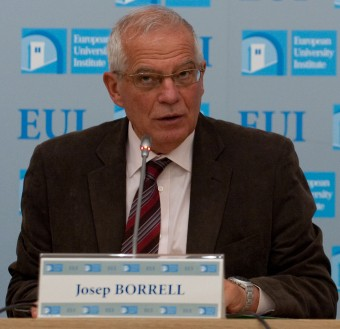
Josep Borrell – wysoki przedstawiciel UE ds. WPZiB do 2024 roku.

Urząd wysokiego przedstawiciela do spraw wspólnej polityki zagranicznej i bezpieczeństwa nie stanowi instytucji Unii Europejskiej, jednak jest on najważniejszym organem UE w zakresie WPZiB. Został on powołany na mocy Traktatu amsterdamskiego. Zadaniem tego organu, zwanego potocznie Monsieur PESC, jest dowodzenie unijną dyplomacją. Działa on z upoważnienia Rady. Jest mianowany przez Radę Europejską, która wybiera go kwalifikowaną większością głosów, za zgodą przewodniczącego Komisji. Jego wybór musi zostać zatwierdzony przez Parlament Europejski. Jego kadencja może zostać zakończona w ten sam sposób. W wykonywaniu jego obowiązków wspiera go Europejska Służba Działań Zewnętrznych, która współpracuje ze służbami dyplomatycznymi państw członkowskich. Składa się ona z urzędników właściwych służb Sekretariatu Generalnego Rady i Komisji oraz osób wyznaczonych przez krajowe służby dyplomatyczne. 
Kompetencje:
- Jest reprezentantem Unii w zakresie polityki zagranicznej i bezpieczeństwa. Wyraża jej stanowisko w organizacjach międzynarodowych i na konferencjach międzynarodowych[93]
- Prowadzi WPZiB oraz WPBiO. Poprzez swoje propozycje, przyczynia się do opracowania tych polityk i realizuje je[94]
- Prowadzi dialog polityczny ze stronami trzecimi[93]
- Czuwa nad spójnością działań zewnętrznych Unii[62]
- Uczestniczy w pracach Rady Europejskiej[60]
- Zapewnia wykonanie decyzji przyjętych przez Radę Europejską i Radę Unii Europejskiej[95]
- Jest przewodniczącym Rady do Spraw Zagranicznych[96] oraz jednym z wiceprzewodniczących Komisji[62]
- Odpowiada w ramach Komisji za jej obowiązki w dziedzinie stosunków zewnętrznych i koordynację innych aspektów działań zewnętrznych Unii[62]
- Może przedkładać Radzie swoje wnioski[74] oraz zalecenia w sprawach wydania upoważnienia do podjęcia negocjacji odnośnie do umowy międzynarodowej[97]. Może do niej również zwracać się z wszelkimi pytaniami dotyczącymi WPZiB[75].
- Musi się regularnie konsultować z Parlamentem Europejskim w zakresie głównych spraw związanych z WPZiB oraz WPBiO. Musi również informować go o rozwoju tych polityk. Do jego obowiązków należy należyte uwzględnienie poglądów Parlamentu[79].
- W przypadku przeprowadzania misji utrzymania pokoju, zapobiegania konfliktom i wzmacniania międzynarodowego bezpieczeństwa, czuwa nad koordynacją cywilnych i wojskowych ich aspektów[98]
- W przypadkach wymagających szybkiej decyzji może w ciągu 48 godzin zwołać, z inicjatywy własnej albo na wniosek państwa członkowskiego, nadzwyczajne posiedzenie Rady. W razie bardzo pilnej potrzeby może to nastąpić szybciej[99].
- Poszukuje rozwiązania w sytuacji, gdy jeden z członków Rady oświadczy, że ze względów polityki krajowej zamierza sprzeciwić się podjęciu decyzji podejmowanej większością kwalifikowaną[100]
- Wraz z Radą czuwa nad poszanowaniem zasad lojalności i solidarności działań państw członkowskich UE w dziedzinie stosunków zewnętrznych[101]. Zapewnia z nią jednolitość, spójność i skuteczność działań Unii[50].

## Instrumentarium WPZiB
Zgodnie z artykułem 25. Traktatu o Unii Europejskiej Unia prowadzi wspólną politykę zagraniczną i bezpieczeństwa poprzez:
- określanie ogólnych wytycznych;
- przyjmowanie decyzji określających:
  - działania, które powinny być prowadzone przez Unię;
  - stanowiska, które powinny być podjęte przez Unię;
  - zasady wykonania decyzji, o których mowa w podpunktach (i) oraz (ii);
- umacnianie systematycznej współpracy między państwami członkowskimi w prowadzeniu ich polityki.

### Ogólne wytyczne
Od czasów traktatu z Maastricht ogólne wytyczne dla Unii określa Rada Europejska. Traktat amsterdamski do wcześniejszych jej kompetencji, dotyczących decydowania w sprawach politycznych, dodał także kwestie wspólnej obronności. Sprawiło to, iż WPZiB otrzymała bardziej dynamiczny charakter, gdyż głowy państw Unii mogą ustalać kierunki rozwoju działalności dyplomatycznej, a nie tylko podejmować działania wobec zaistniałych wydarzeń, jak to miało miejsce za czasów EWP. Na podstawie wytycznych, ustalonych przez Radę Europejską, Rada UE podejmuje decyzje służące określeniu i wprowadzaniu w życie WPZiB.

### Działania
Traktat z Maastricht wprowadził tzw. wspólne działania i uczynił z nich wiążący dla państw członkowskich instrument spajania WPZiB. Traktat lizboński zlikwidował nazwę wspólne działania, jednak pozostawił je nazywając przyjmowanie decyzji określających działania, które powinny być prowadzone przez Unię. O podjęciu tych decyzji decyduje Rada UE w sytuacjach, w których niezbędne jest podjęcie działań operacyjnych. Wówczas przyjmuje ona niezbędne decyzje, które określają zasięg działań, cele, zakres i środki, jakie mają być oddane do dyspozycji Unii, warunki wprowadzania ich w życie oraz – w razie potrzeby – czas ich trwania. Państwa członkowskie muszą zastosować się do podjętych decyzji przy określaniu krajowej polityki zagranicznej. Państwa członkowskie muszą także informować Radę o działaniach, jakie podejmują w sprawie realizacji ustanowionych wspólnych działań Unii. Nie dotyczy to prostych środków stanowiących jedynie wykonanie decyzji podjętych przez Radę. W przypadku zmiany sytuacji na świecie w kwestii, do której odnoszą się wspólne działania, Rada UE dokonuje rewizji sytuacji, modyfikując zasady i cele działania. Dopóki jednak tego nie zrobi, w mocy pozostaje dotychczas ustalone działanie. Jeżeli gwałtowny rozwój zdarzeń wymusi podjęcie natychmiastowych działań, wobec których nie ma jeszcze ustaleń Rady, państwo członkowskie może zastosować samodzielnie ustalone środki, które będą uwzględniać ogólne założenia wspólnego podejścia Unii do danej sprawy. W takim przypadku państwo to musi niezwłocznie poinformować o tym Radę. W przypadku, gdy któreś z państw członkowskich ma problemy z wykonywaniem decyzji, informuję o tym Radę, która poszukuje rozwiązania. Nie mogą być ono sprzeczne z celami decyzji ani szkodzić jego skuteczności. W razie sytuacji wymagających szybkiej decyzji wysoki przedstawiciel może zwołać, z inicjatywy własnej albo na wniosek państwa członkowskiego, w ciągu 48 godzin lub – w razie bezwzględnej potrzeby – w krótszym terminie, nadzwyczajne posiedzenie Rady.

### Stanowiska
Podobnie jak w przypadku działań, stanowiska, które powinny być podjęte przez Unię do czasu wejścia w życie traktatu lizbońskiego, były nazywane wspólnymi stanowiskami. W ramach kompetencji Rady wchodzi przyjmowanie decyzji, które określają podejście Unii do danego problemu o charakterze geograficznym lub przedmiotowym. W jej ramach wszystkie państwa członkowskie wspólnie uzgadniają wszelkie kwestie polityki zagranicznej i bezpieczeństwa, stanowiące przedmiot ogólnego zainteresowania, w celu określenia wspólnego podejścia. Państwa członkowskie muszą zapewnić zgodność swych polityk krajowych ze stanowiskami Unii. Zobowiązane są także popierać je na forach organizacji i konferencji międzynarodowych. Francja i Wielka Brytania, jako stali członkowie Rady Bezpieczeństwa ONZ są dodatkowo zobowiązani do działania wewnątrz tego organu wedle wytycznych Unii i bronić jej interesów, przestrzegając jednocześnie Karty Narodów Zjednoczonych. Muszą również informować wysokiego przedstawiciela o wszelkich działaniach. Jeżeli Unia określi stanowisko w kwestii wpisanej do porządku obrad Rady Bezpieczeństwa ONZ, państwa członkowskie, które w niej zasiadają (stali i niestali członkowie), wnoszą o zaproszenie wysokiego przedstawiciela do przedstawienia stanowiska Unii. W razie sytuacji wymagających szybkiej decyzji, podobnie jak przypadku działań, wysoki przedstawiciel może zwołać nadzwyczajne posiedzenie Rady UE.

### Zasady wykonania działań i stanowisk
Przed podjęciem jakichkolwiek działań na arenie międzynarodowej lub zaciągnięciem wszelkich zobowiązań, które mogłyby wpłynąć na interesy Unii, każde państwo musi konsultować się z pozostałymi w ramach Rady Europejskiej lub Rady. Państwa w ten sposób, poprzez zbieżne działania, zapewniają możliwość realizacji przez Unię jej interesów i wartości na arenie międzynarodowej. Wszelkie placówki dyplomatyczne i konsularne państw członkowskich oraz delegatury Unii w państwach trzecich i na konferencjach międzynarodowych, a także ich przedstawicielstwa w organizacjach międzynarodowych również muszą współpracować ze sobą tak, aby zapewnić poszanowanie i wykonanie decyzji określających stanowiska i działania. Umacniają one współpracę, wymieniając informacje i dokonując wspólnych ocen. Ponadto do określania polityk Unii przyczynia się także Komitet Polityczny i Bezpieczeństwa, który wydaje opinie dla Rady. Zajmuje się on również wprowadzaniem w życie uzgodnionych polityk i sprawuje pod kierunkiem Rady i wysokiego przedstawiciela, kontrolę polityczną i kierownictwo strategiczne nad operacjami zarządzania kryzysowego.

### Umacnianie systematycznej współpracy

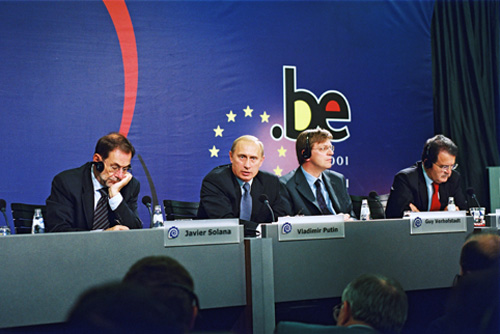
Władimir Putin na spotkaniu z Javierem Solaną i Guyem Verhofstadtem

Traktat z Maastricht jako jeden z instrumentów działania Unii wymienił systematyczną współpracę, co traktat amsterdamski zmienił na umacnianie systematycznej współpracy. Instrument ten, w przeciwieństwie do pozostałych, nie przybiera żadnej konkretnej formy, dlatego bywa różnie rozumiany. Niektórzy uważają, iż chodzi tu o ogólne sposoby osiągania celów Unii, inni widzą w nim bliski związek z wypracowywaniem wspólnych stanowisk. W kwestii praktycznego umacniania współpracy Traktat o Unii Europejskiej zawiera przepisy nakazujące państwom członkowskim do aktywnego, solidarnego i lojalnego poparcia bez zastrzeżeń polityki zewnętrznej i bezpieczeństwa Unii. Są one zobowiązane do działania na rzecz umacniania współpracy i powstrzymywania się od działań, które mogłyby zaszkodzić skuteczności siły Unii polegającej na spójności. Muszą się one także wzajemnie informować na forum Rady UE i uzgadniać tam kwestie polityki zagranicznej i bezpieczeństwa, by przez zgodne działania zapewnić jak największy wpływ Unii na bieżące wydarzenia. Jeżeli Rada Europejska lub Rada określą wspólne podejście Unii, wysoki przedstawiciel i ministrowie spraw zagranicznych państw członkowskich koordynują swoją działalność w Radzie.

## Finansowanie WPZiB
Finansowanie wspólnej polityki zagranicznej i Bezpieczeństwa od początku rodziło spory, zwłaszcza że jej koszty ciągle rosną. Traktat o Unii Europejskiej mówi, że wydatki związane z administracją są pokrywane z budżetu Unii, natomiast wydatki na cele operacyjne są pokrywane albo również z budżetu Unii, albo, w przypadku jednomyślnej decyzji Rady UE, z budżetu państw członkowskich według kryterium produktu krajowego brutto, chyba że Rada, stanowiąc jednomyślnie, postanowi inaczej. Państwa członkowskie, których przedstawiciele w Radzie złożyli formalne oświadczenie o wstrzymaniu się od udziału, nie są zobowiązane do wnoszenia wkładu w finansowanie operacji mających wpływ na kwestie wojskowe lub polityczno-obronne.
Brak jednoznacznego określenia, co jest wydatkami administracyjnymi, a co operacyjnymi, spowodował, że Rada UE wolała jak najszerzej pojmować te pierwsze. Wprawdzie Parlament zobowiązał się do nieingerowania w wydatki administracyjne Rady UE, od początku między tymi dwoma instytucjami powstawały rozdźwięki w kwestiach finansowania WPZiB z budżetu UE. Parlament nie był jednak spójny pod względem stanowiska i zarysowały się w nim różnice w zdaniach Komisji Budżetowej i Komisji Spraw Zagranicznych i Bezpieczeństwa. Problemy powstawały również poza organami Unii. Państwa członkowskie wiele razy zwlekały z przekazaniem środków na cele operacyjne, przez co powstawały opóźnienia. By zapobiec dalszym problemom, na Konferencji Międzyrządowej w 1996 r. ustalono, że wydatki na cele operacyjne także będą pokrywane z budżetu Unii, z wyjątkiem tych operacji, które mają implikacje wojskowe lub obronne. Państwa członkowskie mogą ponieść koszty działań także w przypadku jednomyślnej decyzji Rady.

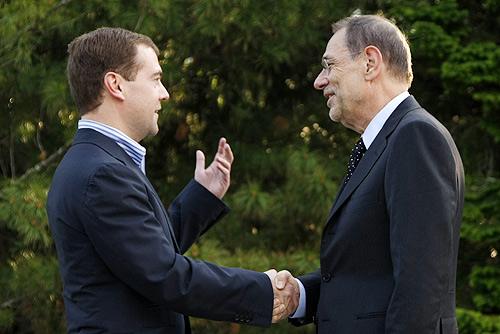
Dmitrij Miedwiediew i Javier Solana

Nowe problemy związane z finansowaniem WPZiB powstały na początku 2003 r., gdy rozpoczęto misje petersberskie. Wzrost kosztów operacji, których nie można było pokrywać z budżetu UE, stał się zagrożeniem dla ich skuteczności. Z tego powodu w lutym 2004 r. Rada Unii Europejskiej stworzyła mechanizm ATHENA, którego zadaniem jest administracja nad wspólnymi kosztami operacji mających implikacje wojskowe lub obronne. Jest sterowany przez Komitet Specjalny, który zarządza każdą operacją od zaplanowania po zakończenie działań. W finansowaniu mogą brać udział także państwa spoza Unii, jednak nie mają wtedy prawa głosu w Komitecie.
Żeby zagwarantować szybki dostęp do środków budżetowych Unii przeznaczonych na natychmiastowe finansowanie inicjatyw w ramach WPZiB, a zwłaszcza działań przygotowawczych do misji utrzymania pokoju, zapobiegania konfliktom i wzmacniania międzynarodowego bezpieczeństwa Rada podejmuje decyzje po konsultacji z Parlamentem Europejskim. Działania przygotowawcze do tych misji, które nie obciążają budżetu Unii są finansowane z funduszu początkowego utworzonego ze składek państw członkowskich. W razie zaistnienia potrzeby utworzenia takiego funduszu wysoki przedstawiciel przedstawia Radzie wniosek, a ta wówczas przyjmuje większością kwalifikowaną decyzje ustanawiające:
- warunki tworzenia i finansowania funduszu początkowego, w szczególności wysokość środków przekazywanych funduszowi
- warunki zarządzania funduszem początkowym
- warunki kontroli finansowej

Jeżeli misja tego typu nie może być finansowana z budżetu Unii, Rada upoważnia wysokiego przedstawiciela do wykorzystania tego funduszu. Wysoki przedstawiciel musi później złożyć Radzie sprawozdanie z wykonania tego upoważnienia.

## Agencje wspólnej polityki zagranicznej i bezpieczeństwa
Instytut Unii Europejskiej Studiów nad Bezpieczeństwemzostał powołany w 2002 r. na mocy wspólnego działania z 20 lipca 2001 w celu wspierania debat i współpracy między państwami członkowskimi. Mają one wywierać wpływ na kształt polityki zagranicznej i bezpieczeństwa UE poprzez formułowanie zaleceń. Najważniejsze zadania Instytutu to:
- - organizacja współpracy pomiędzy ekspertami, naukowcami i przedstawicielami władz państw europejskich (także tych spoza Unii), USA i Kanady, mającej na celu przygotowywanie analiz z zakresu obronności
  - organizowanie badań i debat dotyczących bezpieczeństwa i obronności UE
  - rozwijanie relacji z USA i Kanadą w celu polepszenia współpracy między oboma regionami
  - fundowanie stypendiów naukowo-badawczych, by podnieść poziom wymiany ekspertów i rozszerzyć współpracę[120]

Centrum Satelitarne Unii Europejskiejzostało powołane w styczniu 2002 r. na mocy wspólnego działania Rady Unii Europejskiej z dnia 20 lipca 2001 r. Jego zadania to dostarczanie i przetwarzanie danych pochodzących z obserwacji satelitarnych. Jego działalność ma służyć jako wsparcie dla procesów decyzyjnych w ramach II filaru. Działa ono pod kontrolą Komitetu Politycznego i Bezpieczeństwa Rady, zaś zadania wyznacza mu Sekretarz Generalny Rady. Siedziba Centrum znajduje się w Torrejón, niedaleko Madrytu.
Europejska Agencja Obronyzostała powołana na mocy wspólnego działania Rady UE z dnia 12 lipca 2004 r. Ma ona na celu zwiększenie poziomu obronności Unii, zwłaszcza odnośnie do zarządzania kryzysowego, podniesienie poziomu współpracy państw członkowskich w zakresie obrony, rozwój i zwiększenie konkurencyjności europejskiego przemysłu zbrojeniowego, podniesienie poziomu technologicznego oraz wspieranie badań nad obronnością. Główne zadania Agencji to: uspójnienie polityki obronnej państw członkowskich, rozwijanie współpracy w sferze obrony, rozwój i unowocześnienie europejskiego przemysłu zbrojeniowego, zwiększanie konkurencyjności rynku obronnego UE oraz promocja badań związanych z obroną.

## Wspólna polityka bezpieczeństwa i obrony
Wspólna polityka bezpieczeństwa (do 1 grudnia 2009 jako Europejska Polityka Bezpieczeństwa i Obrony) i obrony stanowi integralną część WPZiB. Obejmuje stopniowe określanie wspólnej polityki obronnej Unii. Może ona doprowadzić do stworzenia wspólnej obrony, jeżeli Rada Europejska tak zadecyduje. Zobowiązania państw UE w WPBiO nie mają wpływu na ich przynależność do NATO. Decyzje odnośnie do WPBiO są podejmowane przez Radę stanowiącą jednomyślnie na wniosek wysokiego przedstawiciela lub z inicjatywy państwa członkowskiego.
Artykuł 42 ustęp 7. Traktatu lizbońskiego wprowadził w Unii Europejskiej zasadę analogiczną do tej, zawartej w art. 5 Traktatu Waszyngtońskiego, o solidarności wszystkich państw w przypadku zbrojnej napaści na którekolwiek z nich:

W przypadku gdy jakiekolwiek Państwo Członkowskie stanie się ofiarą zbrojnej agresji na jego terytorium, pozostałe Państwa Członkowskie mają w stosunku do niego obowiązek udzielenia pomocy i wsparcia przy zastosowaniu wszelkich dostępnych im środków (...).

Co jednak nie zmieniło faktu, że podstawą wspólnej obrony państw należących do NATO pozostaje właśnie ono.

### Misje zagraniczne
WPBiO zapewnia Unii zdolność operacyjną opartą na środkach cywilnych i wojskowych. Unia może z nich korzystać w przeprowadzanych poza swoimi granicami misjach utrzymania pokoju, zapobiegania konfliktom i wzmacniania międzynarodowego bezpieczeństwa. Mogą one obejmować wspólne działania rozbrojeniowe, misje humanitarne i ratunkowe, misje wojskowego doradztwa i wsparcia, misje zapobiegania konfliktom i utrzymywania pokoju, misje zbrojne służące zarządzaniu kryzysowemu, w tym misje przywracania pokoju i operacje stabilizacji sytuacji po zakończeniu konfliktów. Wszystkie te misje mogą przyczyniać się do walki z terroryzmem, w tym poprzez wspieranie państw trzecich w zwalczaniu terroryzmu na ich terytoriach.
Decyzje dotyczące misji przyjmuje Rada, określając ich cel i zakres, jak również ogólne warunki ich przeprowadzania. Wysoki przedstawiciel, pod kierunkiem Rady oraz w ścisłym i stałym porozumieniu z Komitetem Politycznym i Bezpieczeństwa, czuwa nad koordynacją cywilnych i wojskowych aspektów tych misji. Misja tak może zostać powierzona grupie państw członkowskich, które wyrażą taką wolę i które dysponują zdolnościami wymaganymi dla tej misji. Państwa te, wspólnie z wysokim przedstawicielem, uzgadniają między sobą sposób zarządzania misją. W trakcie wykonywania misji muszą regularnie informować Radę o jej przebiegu. W przypadku komplikacji, wymagających zmiany warunków misji, również informują one Radę, która podejmuje odpowiednie decyzje.
Środki potrzebne do realizacji zadań są zapewniane przez państwa członkowskie. Państwa wspólnie powołujące siły wielonarodowe mogą również przekazać je do dyspozycji WPBiO.

### Europejska Agencja Obrony
Traktat lizboński nadał Europejskiej Agencji Obrony prawne umocowanie w Traktacie jako Agencja do spraw Rozwoju Zdolności Obronnych, Badań, Zakupów i Uzbrojenia. Jest otwarta dla wszystkich państw członkowskich pragnących uczestniczyć w jej pracach. W ramach Agencji tworzy się specjalne grupy skupiające państwa członkowskie uczestniczące we wspólnych projektach. Wykonuje ona swoje działania, w miarę potrzeby, w powiązaniu z Komisją. Agencja ma za zadanie:
- przyczyniać się do określania celów zdolności wojskowych państw członkowskich i oceny wykonania zobowiązań w zakresie zdolności podjętych przez państwa członkowskie;
- wspierać harmonizację wymagań operacyjnych i ustanowienie skutecznych i spójnych metod dokonywania zamówień;
- zgłaszać wielostronne projekty dla osiągnięcia celów zdolności wojskowych oraz zapewniać koordynację programów realizowanych przez państwa członkowskie i zarządzanie konkretnymi programami współpracy;
- wspierać badania nad technologiami obronnymi oraz koordynować i planować wspólne działania badawcze i studia nad rozwiązaniami technicznymi odpowiadającymi przyszłym wymaganiom operacyjnym;
- przyczyniać się do określania wszelkich użytecznych środków wzmacniających bazę przemysłową i technologiczną sektora obrony oraz zwiększających efektywność wydatków wojskowych i, w stosownych przypadkach, wprowadzać w życie te środki.

### Stała współpraca strukturalna
Między państwami, które spełniają kryteria zdolności wojskowej i które zaciągnęły w tej dziedzinie dalej idące zobowiązania mając na względzie najbardziej wymagające misje, ustanawiana jest stała współpraca strukturalna w ramach Unii. Aby wziąć w niej udział dane państwo musi przedstawić swój zamiar Radzie i wysokiemu przedstawicielowi. Wówczas Rada po konsultacji z wysokim przedstawicielem w ciągu trzech miesięcy podejmuje decyzję o ustanowieniu stałej współpracy strukturalnej, podając listę państw w niej uczestniczących. W późniejszym terminie również możliwe jest przystąpienie do tej współpracy. Państwo takie, jeżeli spełnia odpowiednie kryteria, musi poinformować Radę o chęci przyłączenia się, a ona po konsultacji z wysokim przedstawicielem podejmuje decyzję w tej sprawie. W takim przypadku w głosowaniu biorą udział tylko członkowie Rady reprezentujący państwa już uczestniczące w stałej współpracy strukturalnej. Wyłączenie państwa ze stałej współpracy strukturalnej możliwe jest w dwóch przypadkach:
- Gdy dane państwo przestaje spełniać kryteria lub nie jest w stanie wypełniać zobowiązań. Wówczas Rada podejmuje większością kwalifikowaną decyzję o wyłączeniu danego państwa ze współpracy. Państwo to nie bierze udziału w takim głosowaniu[133].
- Gdy dane państwo pragnie się wycofać. Wówczas informuję o tym Radę, która przyjmuje do wiadomości, że uczestnictwo zainteresowanego państwa zakończyło się[134].

### Wspólna polityka bezpieczeństwa w latach 90.
Na mocy traktatu z Maastricht polityka obronna UE miała być wykonywana przez Unię Zachodnioeuropejską. Na początku lat 90. XX w. rozpoczęto prace mające na celu ustanowienie wspólnej polityki obronnościowej. 19 czerwca 1992 r. Rada Ministerialna UZE zadecydowała o utworzeniu europejskich sił zbrojnych o nazwie Forces Answerable to WEU (FAWEU), które miały służyć wspólnej obronie w razie zaistnienia potrzeby oraz prowadzeniu misji petersberskich. Skład sił został ustalony 19 maja 1993 r. w Rzymie i zatwierdzony 22 listopada 1993 r. przez UZE. Wojska te składały się z ponad 2000 jednostek i mogły być używane także przez NATO. Ich realne wykorzystanie było jednak niewielkie: w latach 1992–1995 siły morskie nadzorowały wody Adriatyku, egzekwując embargo na dostawy broni do byłej Jugosławii i sankcje ekonomiczne przeciwko Federacyjnej Republice Jugosławii; w latach 1993–2001 prowadzono operacje policyjne kolejno: na Dunaju, w Mostarze, i w Albanii; w latach 1998–1999 prowadzono obserwacje stanu bezpieczeństwa w Kosowie, a w latach 1999–2001 rozminowywano pola w Chorwacji. Traktat amsterdamski, mimo zmian, nie usprawnił znacząco funkcjonowania polityki obronnej UE. Ustanowił wysokiego przedstawiciela ds. WPZiB i Komórkę Planowania i Wczesnego Ostrzegania, zawarł w TUE postanowienie o stopniowym określaniu wspólnej polityki obronnej, by podnieść znaczenie UE oraz ustanowił misje petersberskie. Unii wciąż jednak brakowało spójności do skuteczności działań operacyjnych.
W październiku 1998 r. na szczycie UE w Pörtschach premier Wielkiej Brytanii, Tony Blair, zaproponował zmianę obecnego kształtu WPZiB poprzez m.in. ustanowienie europejskiej zdolności obronnej, by można prowadzić wspólne operacje wojskowe. Kilka tygodni później odbył się szczyt Wielkiej Brytanii i Francji, podczas którego przywódcy obu państw wydali deklarację podkreślającą konieczność niezależnych działań UE w oparciu o solidne siły zbrojne przy jednoczesnym liczeniu się z rolą NATO.
W 1996 r. Niemcy zaproponowały włączenie UZE do UE, a w 1999 r. podczas przewodnictwa obu tych organizacjach włączyły do swojego programu rozważania nad europejską polityką obronną. Francja wówczas popierała niemieckie propozycje, jednak w opozycji stała Wielka Brytania, która nie chciała włączać UZE do UE, lecz ustanowić w ramach NATO specjalny europejski filar, będący do dyspozycji UE.
Na spotkaniu Radu Europejskiej w Kolonii w dniach 3–4 czerwca 1999 r. przywódcy państw UE przyjęli deklarację o umacnianiu wspólnej europejskiej polityki w dziedzinie bezpieczeństwa i obrony, w której oświadczono, że UE musi móc w pełni decydować o prowadzeniu operacji zapobiegania konfliktom i zarządzania kryzysowego, dlatego powinna dysponować swoimi siłami, które będą działać niezależnie od NATO. UE miała przejąć od UZE funkcje operacyjne, m.in. misje petersberskie, jednak również potwierdzono rolę NATO jako najważniejszego elementu wspólnej obrony.

### Ustanowienie Wspólnej Europejskiej Polityki Bezpieczeństwa i Obrony
W dniach 10–11 grudnia 1999 r. w Helsinkach odbył się kolejny szczyt Rady Europejskiej, na którym oficjalnie ogłoszono ustanowienie Europejskiej Polityki Bezpieczeństwa i Obrony. Jej celami stały się przede wszystkim zwiększenie zdolności UE do prowadzenia samodzielnych działań operacyjnych i podejmowania decyzji w razie zaistnienia kryzysu. Chociaż postanowienia te miały na celu uniezależnienie się od tego, czy NATO podejmuje decyzję w danej sprawie, Sojusz Północnoatlantycki pozostał podstawą wspólnej obronności. Zadeklarowano zwiększenie współpracy z NATO, lepsze wykorzystanie potencjału, jakim UE dysponuje i zwiększenie szybkości reakcji na kryzysy. By móc lepiej realizować misje petersberskie, proklamowano tzw. Europejski Cel Operacyjny/Zasadniczy. Zakładał on, że do końca 2003 r. zostanie utworzony korpus liczący 50-60 tysięcy żołnierzy, który będzie zdolny w ciągu 60 dni przeprowadzić dowolną misję petersberską, trwającą przynajmniej rok. Wojska te miały obejmować siły lądowe, morskie i lotnicze. Podczas realizacji celu powstały trudności, które sprawiły, że trzeba było wydłużyć docelowy termin i 18 czerwca 2004 r. zastąpiono stary cel Celem Operacyjnym 2010.
Podczas spotkania ministrów obrony UE w Sintrze 28 lutego 2000 r. postanowiono, że wspólne siły zbrojne będą wykorzystywane na większą skalę do prowadzenia operacji w Europie i na jej obrzeżach, a w mniejszych ilościach na całym świecie.
Ostateczna wersja Raportu prezydencji na temat Wspólnej Europejskiej Polityki Bezpieczeństwa i Obrony została wraz z dokumentami towarzyszący przyjęta na spotkaniu Rady Europejskiej w Feira 19–20 czerwca 2000 r. Wówczas określono również zasady, na jakich pozaunijne państwa NATO i kandydaci do UE będą mogli współdziałać w misjach UE.

### Europejska strategia bezpieczeństwa
12 grudnia 2003 r. na posiedzeniu w Brukseli Rada Europejska przyjęła dokument określający wspólną strategię bezpieczeństwa o nazwie Bezpieczna Europa w lepszym świecie: europejska strategia bezpieczeństwa. Określał on strategiczne cele dla UE:
- zapobieganie długofalowym zagrożeniom, w pierwszej kolejności działając poza granicami Europy przy użyciu nie tylko militarnych środków
- dbanie o bezpieczeństwo w sąsiedztwie UE poprzez rozwój Wspólnoty i integrację kolejnych państw oraz współpracę z USA, Rosją, NATO, państwami śródziemnomorskimi, bałkańskimi i kaukaskimi
- umacnianie już istniejących systemów bezpieczeństwa międzynarodowego, w szczególności w ramach ONZ, NATO, OBWE i Rady Europy, ponadto także m.in. WHO i Międzynarodowego Trybunału Karnego

Strategia bezpieczeństwa formułuje także wnioski dla przyszłych działań UE i zapowiada, co Wspólnota zamierza dokonać, by realizować ustalone cele:
- zwiększać aktywność, by wykorzystać cały swój potencjał dla lepszego oddziaływania na światową politykę przez działania polityczne, handlowe, dyplomatyczne, wojskowe, cywilne i prorozwojowe
- kontynuować działania oraz funkcjonowanie już istniejących systemów na rzecz bezpieczeństwa, zwłaszcza poprzez rozwój własnych zasobów i współpracy z NATO (formuła Berlin Plus), budując z nim partnerstwo strategiczne
- zwiększać spójność między instrumentami Unii oraz między nimi a polityką poszczególnych państw członkowskich
- współpracować z partnerami na świecie, w szczególności w zakresie budowania partnerstwa strategicznego z USA, a także z Japonią, Chinami, Indiami i Kanadą[139].

### Organy EPBiO
Pierwszą próbę instytucjonalizacji EPBiO podjęto w dniach 14–15 lutego 2000 r., gdy Rada do Spraw Ogólnych podjęła decyzję o ustanowieniu tymczasowych organów: Komitetu Politycznego i Bezpieczeństwa oraz Struktury Wojskowej, a także o przydzieleniu z państw członkowskich grupy ekspertów, którzy mieli pracować dla Sekretariatu Generalnego Rady. Następnie 22 maja ustanowiono również stały Komitet do spraw Cywilnych Aspektów Zarządzania Kryzysowego (CivCom). Na szczycie w Nicei w grudniu 2000 r. Rada Europejska ustaliła wytyczne, na podstawie których 22 stycznia 2001 r. tymczasowe organy przekształcono w Komitet Polityczny i Bezpieczeństwa, Komitet Wojskowy Unii Europejskiej (EUMC), Sztab Wojskowy Unii Europejskiej (EUMS) i Komórka Policyjna.
Praktyka funkcjonowanie EPBiO, w szczególności misji petersberskich, ukazała potrzebę utworzenia dodatkowych instytucji. 12 lipca 2004 r. ustanowiono Europejską Agencję Obrony, której celem jest rozwój przemysłu obronnego UE i dbanie o wyposażenie sił szybkiego reagowania w odpowiednią broń. W styczniu 2005 r. rozpoczęto tworzenie Komórki Cywilno-Wojskowej, posiadającej możliwość tworzenia Centrów Operacyjnych. 3 listopada 2005 r. ustanowiono Stały Zespół Łącznikowy NATO przy Sztabie Wojskowym UE, a 1 marca 2006 r. utworzono zaś Komórkę Planistyczną Unii Europejskiej, znajdującą się w Kwaterze Głównej NATO. By móc lepiej przygotowywać się do operacji zarządzania kryzysowego, UE 18 lipca 2005 r. utworzyła Europejskie Kolegium Bezpieczeństwa i Obrony, które jest złożone ze współpracujących ze sobą krajowych instytucji państw członkowskich UE. Ponadto dla WPBiO działają również agencje WPZiB, przejęte od UZE: Centrum Satelitarne Unii Europejskiej i Instytut Unii Europejskiej Studiów nad Bezpieczeństwem.

### Zasoby i zdolności UE w ramach WPBiO

#### Wojskowe
W ramach realizacji Europejskiego Celu Operacyjnego, UE rozpoczęła tworzenie europejskich sił szybkiego reagowania. Ich struktura opiera się na związku niezależnych jednostek narodowych armii, nie stanowią one jednolitej formacji. W latach 2000–2004 w Brukseli odbyły się 4 konferencje planistyczne poświęcone rozbudowie europejskich zdolności obronnych:
- I (Capabilities Commitment Conference) 20–21 listopada 2000 r.
- II (Capabilities Improvement Conference) 19 listopada 2001 r.
- III (Capability Conference) 19 maja 2003 r.
- IV (Military Capabilities Commitment Conference) 22 listopada 2004 r,

Państwa członkowskie zadeklarowały na nich udziały, jakie wniosą w tworzenie wspólnych sił.
Po raz pierwszy częściową zdolność do działań operacyjnych Unia osiągnęła pod koniec 2001 r., o czym Rada Europejska poinformowała na spotkaniu w Laeken 15 grudnia. W maju 2002 r. przeprowadzono pierwsze ćwiczenia sztabowe (CME 02), a w listopadzie 2003 r. pierwsze wspólne manewry (CME/CMX 03). Ponadto do wiosny 2003 r. zostały wypracowane zasady koncepcyjne m.in. działania wojskowego planowania strategicznego, procedury reagowania kryzysowego czy program ćwiczeń wojskowych. Ustalono także szczegółowe procedury odnośnie m.in. do współpracy cywilno-wojskowej, logistyki i zasad używania siły. W maju 2003 r. Rada UE przyjęła projekt ćwiczeń wspólnych wojskowych na lata 2004–2008, informując o nim NATO, a w czerwcu 2004 r. zatwierdzono dokument współpracy z ONZ w prowadzeniu wojskowych operacji zarządzania kryzysowego, będący wynikiem wspólnej deklaracji obu organizacji z 24 września 2003 r.
Podczas drugiej konferencji planistycznej Holandia zaproponowała przyjęcie planu, który by skoordynował wszystkie inicjatywy i uzupełnił braki w poziomie dotychczasowych zdolności obronnych. Pomysł ten został zrealizowany w grudniu 2001 r., gdy na szczycie w Laeken przyjęto Plan działania na rzecz europejskich zdolności obronnych (ECAP). W jego wyniku rozpoczęto wypełnianie niedoborów w siłach zbrojnych, rozpoczynając od marynarki wojennej i lotnictwa. W siłach lądowych, mimo stwierdzenia 20 braków, opracowano plany jedynie dla trzech, a dla wielu problemowych obszarów nie ustalono żadnej idei działania. Z tego powodu Unia, która do tamtej pory nie osiągnęła pełnej zdolności operacyjnej, nie mogła jeszcze przez jakiś czas samodzielnie prowadzić misji petersberskich wszystkich typów, pozostając zależna od NATO. By temu zaradzić pojawiła się propozycja, by wszystkie państwa powieliły dotychczasową holenderska praktykę, polegającą na oferowaniu możliwości udostępnienia dowolnych własnych jednostek na potrzeby wspólnych działań (tzw. skrzynka z narzędziami). Przed trzecią konferencją planistyczną panele robocze ds. likwidacji niedoborów w zasobach przedstawiły raporty ze swoich prac, co umożliwiło przejście do drugiego etapu prac nad ECAP. Na konferencji zostały utworzone grupy projektowe, którym powierzono realizację różnych zadań, m.in.: zakup sprzętu czy koordynacja współpracy. Wówczas oświadczono także, że Unia osiągnęła wreszcie pełną zdolność operacyjną i jest gotowa do prowadzenia misji petersberskich. Od tego czasu UE jest w stanie prowadzić misje humanitarne i ratownicze, choć jej zdolność w zakresie wprowadzania pokoju wciąż jest ograniczona.
Unia Europejska realizuje politykę obronną powoli i z licznymi oporami. Jedną z prób zmienienia tego podjęto w październiku 2003 r. w Rzymie, gdy podczas spotkania ministrów obrony państw UE ustalono rok 2010 jako punkt graniczny, do którego w znaczącym stopniu wypełni się braki w ECAP. Cel Operacyjny 2003 został zmieniony na Cel Operacyjny 2010 i przyjęty przez Radę UE 17 maja 2004 r.
W maju 2003 r. podczas posiedzenia Rady UE zakończono pracę nad Koncepcją Szybkiej Odpowiedzi Militarnej UE. Ustalono potrzebę utworzenia sił szybkiego reagowania, mogących w ciągu najwyżej 5 dni rozpoczynać operacje. Podkreślono przy tym, że nie powinny one dublować kompetencji NATOwskich Sił Odpowiedzi, choć w praktyce może do tego dojść.
Kolejny pomysł zwiększenia zdolności wojskowych UE zgłosiły w lutym 2004 r. Francja, Niemcy i Wielka Brytania. Dotyczył on utworzenia Grup bojowych UE, które by służyły do prowadzenia misji petersberskich. Składają się one z maksymalnie 1500 żołnierzy i są zdolne do rozmieszczenia się w ciągu 5–10 dni od podjęcia decyzji o prowadzeniu operacji. Do początku 2007 r. osiągnęły one pełną zdolność operacyjną. Obecnie trwają prace nad nowymi rodzajami sił szybkiego reagowania, m.in. marynarki wojennej i lotnictwa.

#### Cywilne
Cywilne zdolności UE do podejmowania działań operacyjnych są tworzone w oparciu o decyzje Rady Europejskiej, podjęte na spotkaniu w Feira w czerwcu 2000 r. Odnoszą się one do czterech dziedzin: policji, umacniania rządów prawa, umacniania administracji cywilnej i ochrony ludności. Największe znaczenie mają siły policyjne, mogące zostać wysłane na misje. Na konferencji planistycznej 19 listopada 2001 r. w Brukseli zdecydowano, że będą one liczyć 5 tys. policjantów, którzy będą mogli być wysyłani od 2003 r. W czerwcu 2004 r. przyjęto Plan działania na rzecz cywilnych aspektów EPBiO, który zawierał program działań, jakie Unia miała podejmować w celu realizacji swoich postanowień. W listopadzie 2004 r., na drugiej konferencji planistycznej, ogłoszono dotychczasowe ich rezultaty. Na potrzeby misji udało się uzbierać prawie 12 tys. osób, z czego niemal połowę stanowili policjanci, co przekroczyło pierwotne założenia odnośnie do ilości personelu na misje. Mimo to zdolność do rozmieszczenia tych sił oraz ich przygotowanie są niskie i brakuje planów ich użycia.
17 grudnia 2004 r. Rada Europejska ustaliła Cywilny Cel Operacyjny 2008, który określił jakimi środkami Unia będzie dążyć do realizacji misji zarządzania kryzysowego w całym czasie ich trwania, jakimi zasadami będzie się kierować i do jakich będzie dążyć celów. Realizując jego postanowienia, UE do końca 2006 r. ustanowiła blisko 100-osobowy zespół ekspertów, mogących być wysłanych na misje w ciągu 5 dni. Ponadto Komórka Policyjna i państwa członkowskie ustaliły struktury jednostek policyjnych, które mają działać w terenie. Na ministerialnej konferencji planistycznej, która odbyła się 13 listopada 2006 r. w Brukseli wyznaczono kilka kwestii, na których poprawę UE powinna zwrócić szczególną uwagę. Dotyczyły one głównie braków w personelu sądowniczym i więziennym, policji i kontroli granicznej.
Inną formą realizacji cywilnego aspektu misji operacyjnych UE są Siły Żandarmerii Europejskiej, powołane na spotkaniu ministrów obrony w Noordwijk 17 września 2004 r. Zostały one założone przez Francję, Włochy, Hiszpanię, Portugalię i Holandię, a ich celem ma być stabilizowanie sytuacji po zakończeniu konfliktów. Mają one liczyć 800-900 osób (z możliwością powiększenia do 2300) i być w stanie rozmieścić się w ciągu 30 dni. Żandarmeria ta nie stanowi sił unijnych, jest jedynie formacją złożoną z żandarmów z wielu państw. Może być wykorzystywana także przez ONZ, NATO i OBWE, oficjalnie są to siły policyjne mające status wojskowy. Mają one strzec porządku po zakończeniu operacji działając pomiędzy kompetencjami wojska i policji.